# Ходаг

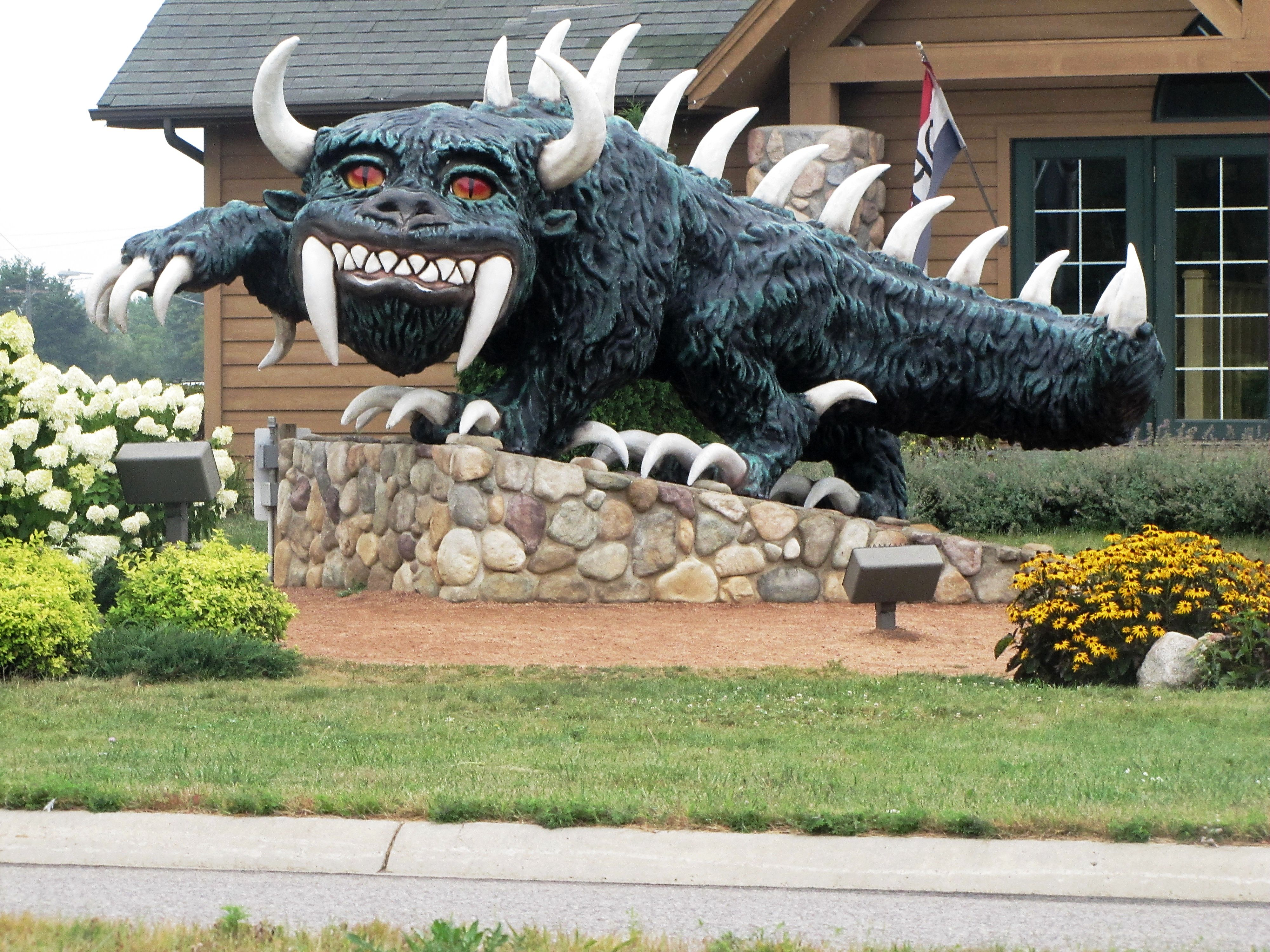
Статуя ходага перед торговою палатою Рейнланда.

В американському фольклорі ходаг — вигадане створіння, яке нагадує великого бика-м'ясоїда із низкою товстих шипів по спині. Спочатку воно було результатом містифікації-жарту, але під впливом часу стало частиною фольклору американського штату Вісконсин. Згодом створіння знайшло відображення у масовій культурі. Його історія зосереджена в основному навколо міста Райнлендера у північній частині штату Вісконсин, де, за повідомленнями, воно було виявлено. 

## Походження
У 1893 році місцеві газети повідомили про відкриття скульптури Ходага у Райнлендері біля приміщення Торгової палати. У статтях йшлося про те, що ходаг мав «голову жаби, усміхнене обличчя гігантського слона, товсті короткі ноги, виділені величезними кігтями, спину динозавра та довгий хвіст зі списами на кінці». Повідомлення були створені на основі історій, які розповів відомий землевпорядник, лісовий крейсер і жартівник Юджин Шепард, який зібрав групу місцевих жителів, щоб зловити створіння. Ця група людей повідомила, що їм треба було використати динаміт, щоб убити звіра.

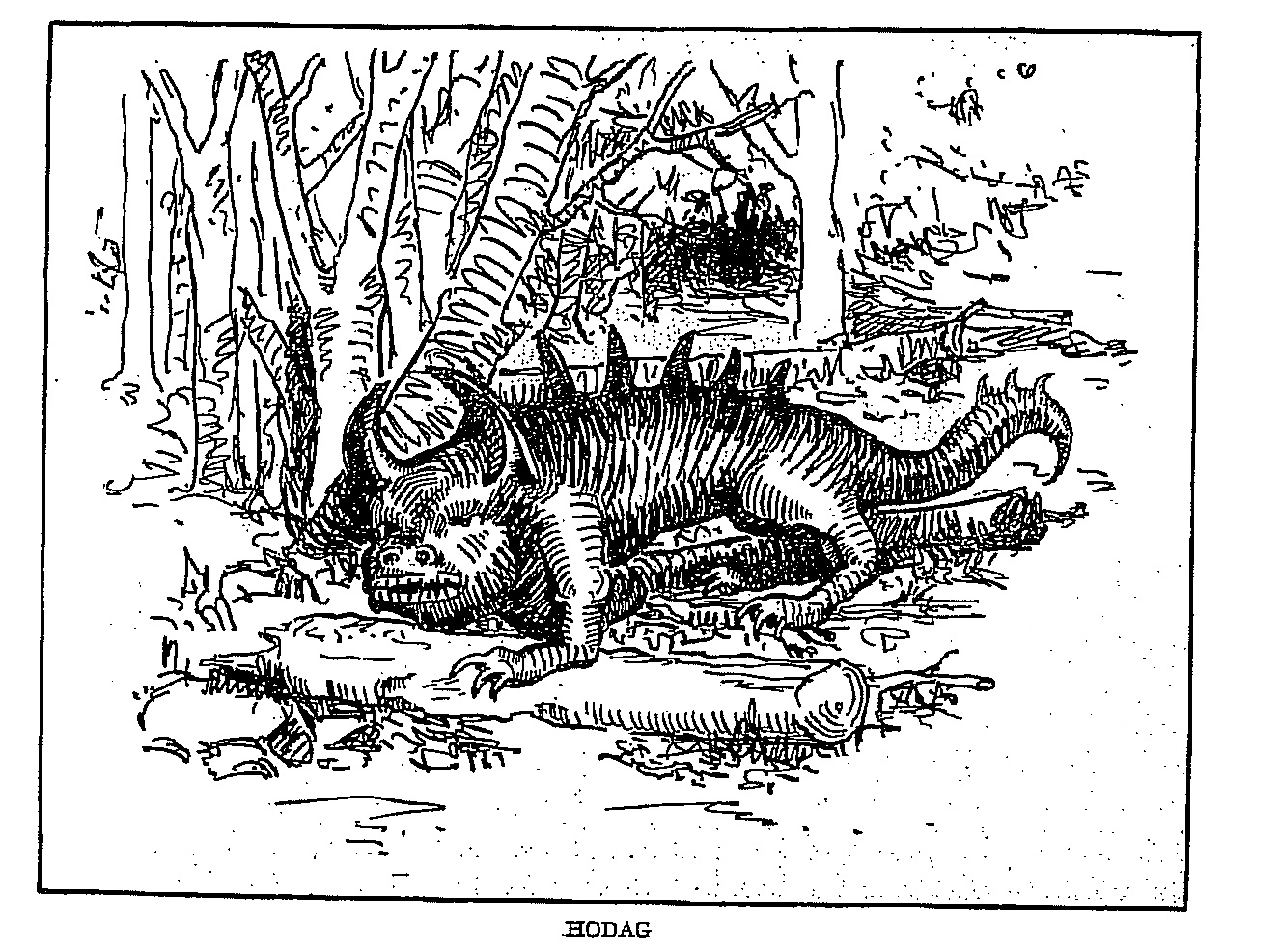
Зображення ходага

ЗМІ оприлюднили фотографію залишків убитого й обгорівшого звіра. Це був «найлютіший, найдивніший, найстрашніший монстр, який коли-небудь пускав на землю гострі, як бритва кігті. Він вимер після того, як його головне джерело їжі: усі білі бульдоги, стало дефіцитним у цьому районі». 

## Містифікація
Шепард стверджував, що впіймав ще одного ходага у 1896 році, але цього вдалося впіймати живим. За повідомленнями Шепарда, він і декілька мисливців на ведмедів розмістили тканину з хлороформом на кінці довгої палиці, яку вони просунули в печеру істоти, і завдяки хлороформу звіра вдалося приспати.
Шепард показав ходага на першій ярмарці округу Онейда . Тисячі людей прийшли подивитися на ходага на ярмарці, або в хижі Шепарда. Підключивши до створіння дроти, Шепард час від часу пересував істоту, що зазвичай змушувало і без того переляканих глядачів втікати звідти.
Проте, газети на місцевому, загальнодержавному, а потім і національному рівнях почали публікувати історію про ходага і невелика група вчених із Смітсонівського інституту у Вашингтоні, округ Колумбія, оголосила, що поїде до Райнлендера, щоб оглянути дивне створіння. І навіть їхнє просте оголошення про приїзд до Райнлендера означало кінець дивної історії, оскільки Шепард був змушений визнати, що ходаг — це містифікація звичайної тварини.

## Наслідки
Ходаг став офіційним символом Райнленда, і талісманом середньої школи Райнлендера.  В честь ходага названо багато підприємств та організацій регіону Райнлендер, серед них щорічний музичний фестиваль Hodag Country Festival. Щороку на фестифаль приїжджає приблизно 40 000 відвідувачів, серед них є відомі виконавці, такі як Ніл Маккой, Little Big Town, Келлі Піклер і Ріба Макінтайр.
Веб-сайт міста Рейнландер називає Рейнландер «Дім Ходага».
Місцевий художник створив скульптуру ходага зі скловолокна, на території Торгової палати Рейнландського району, куди щороку приїжджає багато туристів.
На льодовій арені Rhinelander розмістили два ходаги: один — це істота біля входу, а другий — величезна голова, яка пускає дим і має червоні очі, що світяться. Ця скульптура розташована біля льодової арени та створена тим художником, який спроектував і побудував Камерного Ходага. 
Ходаг був використаний як персонаж-лиходій в одному із епізодів мультсеріалу Скубі-Ду! Цей епізод був показаний у Великій Британії у червні 2012 року, перед тим як його показали у Сполучених Штатах на Cartoon Network у липні 2012 року.